# Belgische Badmintonmeisterschaft 1949
Die Belgische Badmintonmeisterschaft 1949 fand in Löwen statt. Es war die erste Auflage der nationalen Badmintonmeisterschaften von Belgien.	

## Titelträger
| Disziplin    | Sieger                             |
| ------------ | ---------------------------------- |
| Herreneinzel | Robert Mommaerts                   |
| Dameneinzel  | de Barry                           |
| Herrendoppel | L. St. Lawrence J. B. Laidlaw      |
| Damendoppel  | nicht ausgetragen                  |
| Mixed        | L. St. Lawrence Mrs. J. B. Laidlaw |